# Trouville, Seine-Maritime

Trouville este o comună în departamentul Seine-Maritime, Franța. În 1 ianuarie 2022 avea o populație de 617 de locuitori.